# كهرطيسية تقليدية

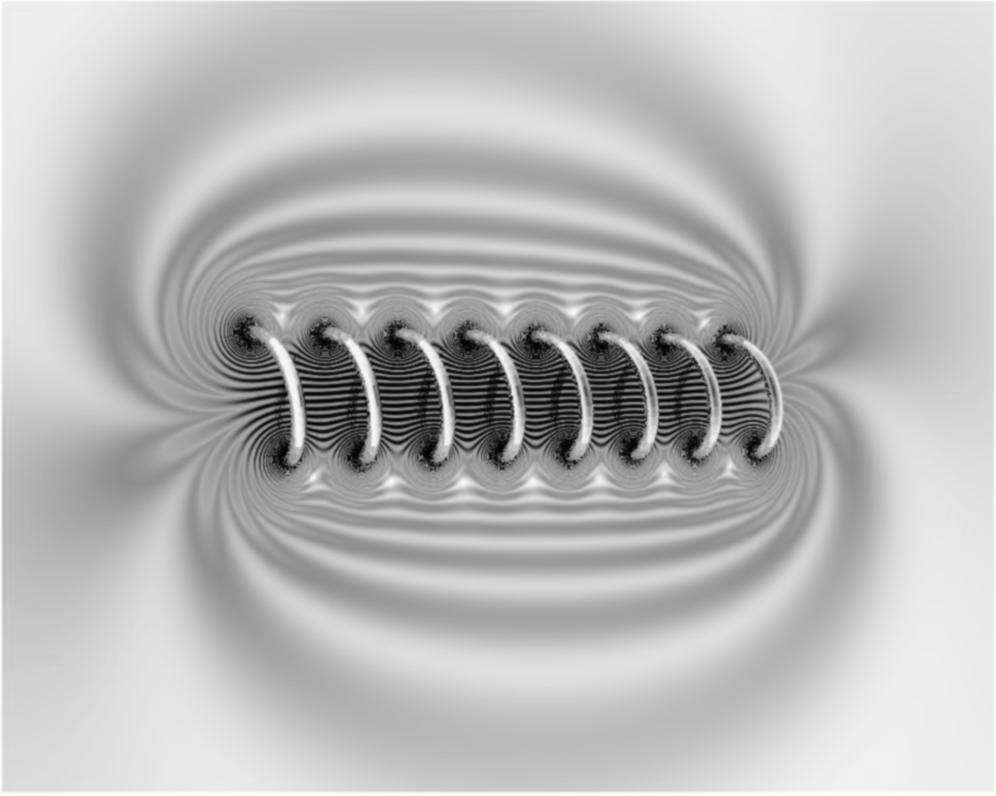
المجال المغناطيسي B لملف يسير فيه تيار كهربائي.

كهرطيسية التقليدية (Electromagnetism) أو الحركية الكهربائية  (بالإنجليزية: Electrodynamics) هي فيزياء المجال المغناطيسي والمجال الكهربائي وعلاقتهما بالحركة. يؤثر المجال المغناطيسي على الشحنة الكهربية أو الجسيم المشحون كهربيا تأثيرات معينة تختلف عما إذا كانت الشحنة ثابتة أم متحركة، كما يؤثر مجال كهربائي على جسيم مشحون ويجبره على الحركة. في الكهرطيسية التقليدية يكون المقصود بالجسيم هو الجسيم النقطى المشحون، أما في الكهرطيسية الكمومية يكون المقصد هو جسيم أولي.
تنطبق الكهرطيسية التقليدية على ما يتعلق بحياتنا الحديثة وما فيها من أجهزة كهربائية ومغناطيسية مثل المحركات الكهربائية والمحولات الكهربائية وراديو والبث التلفزيوني والهاتف والمحمول. أما الكهرطيسية الكمومية فهي تدرس الظواهر الكهربائية المغناطيسية على المستوى الصغري مثل الذرة والجزيئات وتكوّن الجزيئات وكذلك تفاعل الجسيمات الأولية مع بعضها البعض. تأثير تلك الظواهر الكمومية نجدها أيضا في الفلك وبصفة خاصة في طبيعة النجوم والأجرام السماوية المختلفة مثل النباض ومستعر أعظم والأقزام البيضاء والثقوب السواء. في هذا لمجال يوجد ترابط بين علم الكهرطيسية وعلم الفلك بغرض فهم الظواهر الفلكية.
صاغ العالم الإنجليزي جيمس ماكسويل نظرية الكهرطيسية التقليدية في أواسط القرن التاسع عشر (نحو عام 1870) عن طريق صياغة المعادلات المسماة باسمه معادلات ماكسويل. وكانت صياغته الرياضية على أساس ما كان معروفا من التجارب في ذلك الوقت من جود مجال مغناطيسي ومجال كهربائي وتأثيراتها المتبادلة وتأثيراتها على شحنات كهربائية تمر خلالها. وقد أدت دراسة معادلات ماكسويل لأنظمة مرجعية تتحرك والتي قام بها ألبرت أينشتاين في عام 1905 إلى صياغته للنظرية النسبية الخاصة، تصف النظرية النسبية الخاصة حركة الاجسام ذات السرعات العالية جدا القريبة من سرعة الضوء.
وخلال الأربعينيات من القرن الماضي نجح العلماء في الربط بين ميكانيكا الكم - التي ابتكرت في الأعوام 1924 - 1928 لتفسير تركيب الذرة - بربطها بنظرية الكهرطيسية فتطورت إلى «الكهرطيسية الكمومية» التي تنبأت معادلاتها تماما بنتائج تجارب اجريت بعد ذلك.
يوجد شكل «للمجالات الكهرطيسية» في صورة موجات كهرطيسية، من ضمنها نوع نعرفه جيدا وهو الضوء المرئي. ورغما عن سلوك الموجات الكهرطيسية الفيزيائي معروف تماما بواسطة نظرية الكهرطيسية فقد أدت التعمق في دراستها إلى فرع جديد في الفيزياء وهو فرع البصريات. وهو يختص ليس فقط بالضوء وإنما بكل الطيف الكهرطيسي وكذلك الاستفادة من تأثير الكهرطيسية على شحنات أولية مثل الإلكترون والبروتون وغيرها.

## تأثيرات المجالات الكهرطيسي

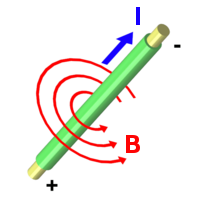
يتسبب مرور تيار كهربائي I في موصل في نشأة مجال مغناطيسي دائري حوله {\displaystyle \textstyle B}.
يتسبب تغير زمني للتدفق المغناطيسي{\displaystyle \textstyle {\dot {B}}} إلى نشأة مجالا كهربائيا {\displaystyle \textstyle E}.
قوة لورنتز {\displaystyle \textstyle F} تؤثر على جسيم مشحون +q يمر بسرعة v خلال مجال كهرطيسي.

توضح الثلاثة أشكال أعلاه ثلاثة خواص رئيسية للمجالات الكهرطيسية.
- فمرور تيار كهربائي في سلك يحدث حوله مجالا مغناطيسيا دائريا تكون فيه خطوط المجال في دوائر مغلقة. (الموصل ليس لازما فمجرد مرور جسيمات مشحونة مثل الإلكترونات في الفراغ فهي تحدث حولها مجالا مغناطيسيا، العبرة في الشحنة وفي حركتها.)
- إذا تغير مجال مغناطيسي مع الزمن فإنه ينتج حوله مجالا كهربائيا،
- يؤثر مجال كهرطيسي (وهو يتكون من مجال مغناطيسي B ومجال كهربائي E) على جسيم مشحون يمر فيه بسرعة v بقوة قدرها {\displaystyle \textstyle F} ، وتسمى تلك القوة قوة لورنتز. وتكون قوة لورنتز الناشئة عن المجال المغناطيسي عمودية على كل من خطوط المجال المغناطيسي واتجاه حركة v الجسيم المشحون. أما القوة الناشئة عن تأثير المجال الكهربائي على الجسيم المشحون فتكون في اتجاه خطوط المجال الكهربائي (تسمى القوة الكهربائية  أحيانا قوة كولوم).

قوة لورنتز  (أنظر قوة لورنتز):
{\displaystyle {\vec {F}}=q({\vec {E}}+{\vec {v}}\times {\vec {B}})}
طبقا لطبيعة تلك الخاصية الطبيعية فقد ابتكر هذا الضرب الإتجاهي
{\displaystyle {\vec {v}}\times {\vec {B}})}) للتعبير عن كون القوة الناتجة تكون عمودية على كل من
{\displaystyle {\vec {v}}} و{\displaystyle {\vec {B}}}
. كما أن الإحداثيات {\displaystyle {\vec {v}}} و{\displaystyle {\vec {B}}}
و القوة {\displaystyle {\vec {F}}} كلها كميات متجهة.
نستفيد من قوة لورنتز في مجالات كثيرة من التقنية فهي تسير المحركات الكهربائية وننتج بواسطتها التيار الكهربائي في محطات القوى وهي التي تشغل دينامو الدراجة وتشغل آلة الحلاقة الكهربائية، وغيرها. عندما يؤثر مجال مغناطيسي على تيار كهربائي يمر في سلك فإن القوى الناشئة على إلكترونات التوصيل في السلك (الجسيمات المشحونة) تجعل السلك بأكمله يتحرك.

## الوحدات
طبقا للنظام الدولي للوحدات تقاس شدة المجال المغناطيسي B بوحدة
تسلا (ورمزها: T) وبالتالي يقاس التدفق المغناطيسي ΦB بوحدة ويبر (ورمزها: Wb)، بحيث تكون كثافة تدفق 1 ويبر/متر2 تساوي 1 تسلا.
وتعادل وحدة تسلا = نيوتن. ثانية / كولوم. متر. ويمكن استنتاج ذلك من الشق المغناطيسي ل قوة لورنتز
F = qvBsinθ.
أما في نظام وحدات سنتيمتر غرام ثانية فتقاس B بـ جاوس
(ورمزه: G) وهي وحدة صغيرة. والتحويل بين الجاوس وتسلا يجري باستخدام المعادلة T = 10,000 G.
ويقاس المجال المغناطيسي H بوحدة أمبير/متر في النظام الدولي للوحدات، ويقاس في نظام وحدات سنتيمتر غرام ثانية cgs بوحدة أورستد (ورمزها: Oe)، هذا في المغناطيسية.

وحدات الحقل الكهربائي:
الحقل الكهربائي هو أيضا حقلا متجها، وحداته نيوتن/ كولوم، وهذه الوحدة تعادل فولت/متر في النظام الدولي للوحدات. وبالتالي فوحدة المجال الكهربائي هي
kg⋅m⋅s−3⋅A−1.
وتعرف شدة المجال الكهربائي عند نقطة ما بأنها القوة التي تؤثر على شحنة موجبة قدرها 1 كولوم عند تلك النقطة، ويكون اتجاه الحقل الكهربائي هو نفس اتجاه القوة.

## قوة لورنتز
يؤثر المجال الكهرطيسي القوة التالية (وهي تسمى غالبا «قوة لورنتز») على جسيم ذو شحنة كهربائية:
{\displaystyle \mathbf {F} =q\mathbf {E} +q\mathbf {v} \times \mathbf {B} }
حيث الكميات المكتوبة غليظا هي متجهات: F هي القوة الواقعة على الشحنة q ، و، E هو المجال الكهربائي عند مكان الشحنة، و v هي سرعة الشحنة، و B هو المجال المغناطيسي عند مكان الشحنة.
وكما يتبين من المعادلة تتكون قوة لورنتز من شقين متجهين. أحدهما ناشيء من حاصل ضرب اتجاهي لمتجه الحقل المغناطيسي في متجه السرعة. وطبقا لخواص الضرب الاتجاهي فهو ينتج قوة متجهة تكون عمودية على كل من متجه السرعة ومتجه المجال المغناطيسي. والشق الآخر لمتجه قوة لورنتز فيكون اتجاه القوة في نفس اتجاه متجه المجال الكهربائي. ويشكل مجموع هاتين القوتين المتجهتين قوة لورنتز.
وبناء على ذلك ففي غياب المجال المغناطيسي تكون القوة المؤثرة في اتجاه المجال الكهربائي، ويكون مقدارها معتمدا على كمية الشحنة وشدة المجال الكهربائي.
وفي حالة غياب المجال الكهربائي، تكون القوة عمودية على اتجاه المجال المغناطيسي وعلى متجه سرعة الجسيم المشحون. وفي حالة وجود المجالين الكهربائي والمغناطيسي تكون قوة لورنتز هي محصلة متجهي القوتين.

## المجال الكهربائي E
يعرف شدة المجال الكهربائي E المؤثر على شحنة ثابتة بأنه:
{\displaystyle \mathbf {F} =q_{0}\mathbf {E} }
حيث q0 هي الشحنة الكهربائية الاختبارية (صغيرة) التي نجري عليها التجربة. وطبقا لتعريف وحدة شدة المجال
الكهربائي E فهي نيوتن/كولوم، كما يمكن حسابها بوحدة فولط/متر.
أي أن القوة الموثرة علي شحنة كهربائية تتناسب تناسبا طرديا مع شدة المجال الكهربائي وكمية الشحنة. ونلاحظ ان شدة المجال الكهربائي والقوة الناشئة عن تأثير المجال الكهربائي هما كميتان متجهتان ولهما نفس الاتجاه، لذلك فقد كتبنا رمزيهما بخط غليظ، أما الشحنة فهي ليست كمية متجهة.
في حالة الكهرباء الساكنة حول مجموعة من الشحنات النقطية حيث تكون الشحنات ثابتة لا تتحرك، يمكن جمع القوى الناتجة من قانون كولوم لكل شحنة، وتكون النتيجة بعد القسمة على q0 (الشحنة الاختبارية) كما يلي:
{\displaystyle \mathbf {E(r)} ={\frac {1}{4\pi \varepsilon _{0}}}\sum _{i=1}^{n}{\frac {q_{i}\left(\mathbf {r} -\mathbf {r} _{i}\right)}{\left|\mathbf {r} -\mathbf {r} _{i}\right|^{3}}}}
حيث:
n عدد الشحنات،
qi شحنة (الجسيم) i ,
ri موقع الشحنة i ,
r الموقع الذي نعين عنده شدة المجال الكهربائي،
ε0 سماحية الفراغ للكهرباء، وتسمى أحيانا «الثابت الكهربائي».
يتبين من تلك المعادلة أن شدة المجال الكهربائي تتناسب تناسبا عكسيا مع مربع المسافة بين الشحنة والنقطة التي نقيس عندها القوة (ملحوظة الاس التكعيبي في المقام يأخذ وحدة متجه المكان في الحسبان).
وإذا كان توزيع الشحنات توزيعا منتظما يمكننا استبدال عملية الجمع بإجراء عملية تكامل:
{\displaystyle \mathbf {E(r)} ={\frac {1}{4\pi \varepsilon _{0}}}\int {\frac {\rho (\mathbf {r'} )\left(\mathbf {r} -\mathbf {r'} \right)}{\left|\mathbf {r} -\mathbf {r'} \right|^{3}}}\mathrm {d^{3}} \mathbf {r'} }
حيث:
{\displaystyle \rho (\mathbf {r'} )} كثافة الشحنة،
{\displaystyle \mathbf {r} -\mathbf {r'} } المتجه الخارج من عنصر الحجم {\displaystyle \mathrm {d^{3}} \mathbf {r'} } إلى النقطة التي نعين عندها شدة المجال E .
الطريقتان متساويتان على الاخص إذا أردنا تعيين E عند نقاط مختلفة حول مجموعة الشحنات (كدالة للمكان). وتوجد دالة غير متجهة تسمى جهد كهربائي يمكن أن تساعد. ويسمى الجهد الكهربائي أحيانا «فولطية» voltage (ووحدتها هي الفولط)، ويعرف الجهد الكهربائي أو الفولطية بالتكامل:
{\displaystyle \varphi \mathbf {(r)} =-\int _{C}\mathbf {E} \cdot \mathrm {d} \mathbf {l} }
حيث (φ (r الجهد الكهربائي، و C المسار الذي نجري عليه عملية التكامل.
ومن تعريف الشحنة يمكن استنتاج الجهد الكهربائي لشحنة نقطية كدالة للمكان: ونجصل على:
{\displaystyle \varphi \mathbf {(r)} ={\frac {1}{4\pi \varepsilon _{0}}}\sum _{i=1}^{n}{\frac {q_{i}\left(\mathbf {r} -\mathbf {r} _{i}\right)}{\left|\mathbf {r} -\mathbf {r} _{i}\right|}}}
حيث: q شحنة الشحنة النقطية،
r المكان الذي تريد تعيين الجهد عنده،
ri موقع كل شحنة نقطية.
ويكون الجهد الكهربائي الناتج من شحنات موزعة توزيعا منتظما:
{\displaystyle \varphi \mathbf {(r)} ={\frac {1}{4\pi \varepsilon _{0}}}\int {\frac {\rho (\mathbf {r'} )}{|\mathbf {r} -\mathbf {r'} |}}\,\mathrm {d^{3}} \mathbf {r'} }

## حالات هامة
الكهرباء الساكنة electrostatic هي حالة خاصة لا تتحرك فيها الشحنات ويبقى المجال ساكنا (لا يتغير مع الزمن). ويمكن تطبيقها في حالة السرعات البطيئة للشحنات وتغيرات طفيفة للمجال. مثال على الكهرباء الساكنة كرة مشحونة كهربيا مثلا، أو حك الكهرمان بقطعة من الصوف حيث تنفصل بعض الإلكترونات بينهما ويصبح أحدهما ذو شحنة سالبة والآخر ذو شحنة موجبة. تسمى هذا النوع من الكهرباء «كهرباء ساكنة». في الكهرباء الساكنة تتجاذب الشحنات المختلفة وتتنافر الشحنات المتماثلة.
في المغناطيسية الساكنة تهتم بالحالة الخاصة لتيار كهربائي ثابت في موصل ومجال مغناطيسي ثابت. ويمكن تطبيقها في الحالات التي يتغير فيها التيار بطيئا أو يتغير فيها المجال المغناطيسي بطيئا.
الجمع بين الإثنين في «الكهرطيسية» يسمى «إلكتروديناميكا» electrodynamics (أي الحركية الكهربائية) وبواسطتها يمكن وصف سلوك الدوائر الكهربائية، مثل الملفات والمكثفات والمحولات الكهربائية والمحركات الكهربائية. يبقى مجال ثابت غير متغير بالقرب من مصدره ويبقى مجال مغناطيسي ثابت بالقرب من مصدره، مثل المجال المغناطيسي للأرض. ولكن إذا تغير حقل كهرطيسي تغيرا سريعا فيمكنه الانتشار ويبتعد عن مصدره. ويكوّن الحقل موجة كهرطيسية من مجال مغناطيسي وكهربائي مقترنين. ونحن نهمل عادة اشعاع الموجات الكهرطيسيةالصادرة من الكهرباء الساكنة. وهذه هي حالتنا هنا فإننا هنا نهتم فقط «بالحقل القريب».
بمقارنة ذلك بالموجات الكهرطيسية فالموجات الكهرطيسيةهي الصورة الوحيدة للمجال الكهرطيسي التي تبتعد عن مصدرها وتنتشر وتستقل عنه. ورغم انها تصدر من مصدر لها إلا أنها يمكنها التواجد بعد ذلك مستقلة. كما أن الضوء نوع من الموجات الكهرطيسيةويحمل صفاتها وينتقل ضوء الشمس إلينا وينير الأرض ويحمل إلينا جزءا من طاقة الشمس. ويختص علم البصريات بهذا الفرع للحركية الكهربائية «إلكتروديناميكا».

## اقرأ أيضا
- جهد (كهرباء)
- مغناطيسية
- موجة كهرطيسية
- شدة المجال الكهربائي
- شدة المجال المغناطيسي